# NFL Europa
La NFL Europa fue una liga de fútbol americano con equipos ubicados en Europa. La creó la NFL en el año 1998 como reestructuración de su antigua liga, la World League of American Football (WLAF), que operó entre 1991 y 1997. La NFL Europa fue clausurada en 2007 por problemas financieros.
Su última temporada la disputaron 6 equipos, cinco alemanes y uno neerlandés. La nómina de los jugadores consistían, en su gran mayoría, en jóvenes promesas estadounidenses asignadas para equipos de la NFL, quienes los enviaban a esta liga con la intención de adquirir experiencia.

## Historia
La NFL Europa fue la continuación de la World League of American Football (WLAF), cuando esta se eliminó debido a la baja popularidad que tenía en Estados Unidos, cuna del fútbol americano. Se había disputado en Estados Unidos, Canadá y Europa entre 1991 y 1992; en 1993 y 1994 no se disputó; y en 1995, 1996 y 1997 se disputó solamente con equipos europeos. En 1998 se creó la NFL Europa como liga sustitutoria.

## Cierre
La NFL Europa tenía sus aficionados, jugadores y estadios, pero perdió el objetivo trazado por la NFL de preparar jugadores en los últimos años y, a pesar de que contaba con aficionados (sobre todo en Alemania), la liga perdía 30 millones de dólares por temporada y no se compensaba con el talento recuperado. Además, sólo quedaba un equipo fuera de Alemania (Amsterdam Admirals) y apenas medio llamaba la atención en el resto de Europa. También hay que tener en cuenta que la NFL Europa no tenía buena audiencia televisiva en EE. UU. y su popularidad también decaía en el resto del mundo.
El 28 de junio de 2007, pocos días después del World Bowl 2007, los oficiales de la NFL anunciaron el cierre definitivo de la liga al ser insostenible económicamente.

## Equipos
- Frankfurt Galaxy (1991-2007)
- Rhein Fire (1995-2007)
- Berlin Thunder (1999-2007)
- Cologne Centurions (2004-2007)
- Hamburg Sea Devils (2005-2007)
- Amsterdam Admirals (1995-2007)
- Scottish Claymores (1995-2004)
- Barcelona Dragons (1991-2003)
- London/England Monarchs (1991-1998)

## Jugadores destacados
Durante la década de 1990 hubo jugadores provenientes de la NFL Europa que luego partieron a la NFL. Entre los jugadores más destacables de los que llegaron a la NFL estaban: 
- Adam Vinatieri
- Kurt Warner
- Jake Delhomme
- Jon Kitna
- Nacho Valdez

## Espectadores
Las temporadas 1991 y 1992 de la NFL Europa tuvieron un promedio de 25.400 y 24.216 espectadores por partido. En 1994 tuvo un promedio de 14.600 espectadores, y luego el campeonato tuvo entre 16.000 y 20.000 por temporada.
El World Bowl 1991 se disputó ante 61.108 espectadores. Las siguientes ediciones oscilaron entre los 30.000 y 40.000 espectadores, con picos de 47.846 en 1998, 53.109 en 2002 y 48.125 en 2007, y un bajo de 23.847 en 1995.

## Trofeos y premios
La NFL Europe presentaba varios premios y honores. El trofeo del World Bowl, otorgado a los ganadores del juego anual del World Bowl, era un globo de vidrio de 40 libras. El equipo ganador también recibía anillos de campeonato Otros premios incluían premios al Jugador Más Valioso de la temporada regular en la ofensiva y la defensa, un premio al Entrenador del Año y un premio al Jugador Más Valioso del World Bowl. La liga también otorgaba premios al Jugador de la Semana en las categorías de ofensiva, defensiva, equipos especiales y jugadores nacionales, y al final de la temporada se nombraba un equipo de toda la liga.

### Ganadores de premios
| Temporad | MVP Of.           | Equipo             | MVP Def.         | Equipo                      | Coach del año  | Equipo             | Ref.              |
| -------- | ----------------- | ------------------ | ---------------- | --------------------------- | -------------- | ------------------ | ----------------- |
| 1991     | Stan Gelbaugh     | London Monarchs    | John Brantley    | Birmingham Fire             | Larry Kennan   | London Monarchs    | [ 4 ] [ 5 ]       |
| 1991     | Stan Gelbaugh     | London Monarchs    | Danny Lockett    | London Monarchs             | Larry Kennan   | London Monarchs    | [ 4 ] [ 5 ]       |
| 1991     | Stan Gelbaugh     | London Monarchs    | Anthony Parker   | New York/New Jersey Knights | Larry Kennan   | London Monarchs    | [ 4 ] [ 5 ]       |
| 1992     | David Archer      | Sacramento Surge   | Adrian Jones     | Barcelona Dragons           | Galen Hall     | Orlando Thunder    | [ 6 ] [ 7 ] [ 8 ] |
| 1995     | Paul Justin       | Frankfurt Galaxy   | Malcolm Showell  | Amsterdam Admirals          | Ernie Stautner | Frankfurt Galaxy   | [ 9 ] [ 10 ]      |
| 1996     | Sean LaChapelle   | Scottish Claymores | Ty Parten        | Scottish Claymores          | Jim Criner     | Scottish Claymores | [ 11 ]            |
| 1997     | T. J. Rubley      | Rhein Fire         | Jason Simmons    | Scottish Claymores          | Galen Hall (2) | Rhein Fire         | [ 12 ]            |
| 1998     | Marcus Robertson  | Rhein Fire         | Josh Taves       | Barcelona Dragons           | Dick Curl      | Frankfurt Galaxy   | [ 13 ]            |
| 1999     | Lawrence Phillips | Barcelona Dragons  | Mike Maslowski   | Barcelona Dragons           | Dick Curl (2)  | Frankfurt Galaxy   | [ 14 ]            |
| 2000     | Aaron Stecker     | Scottish Claymores | Jonathan Brown   | Berlin Thunder              | Galen Hall (3) | Rhein Fire         | [ 15 ]            |
| 2000     | Aaron Stecker     | Scottish Claymores | Duane Hawthorne  | Scottish Claymores          | Galen Hall (3) | Rhein Fire         | [ 15 ]            |
| 2001     | Mike Green        | Barcelona Dragons  | Roshaun Matthews | Amsterdam Admirals          | Jack Bicknell  | Barcelona Dragons  | [ 16 ]            |
| 2002     | Jamal Robertson   | Rhein Fire         | Deke Cooper      | Rhein Fire                  | Peter Vaas     | Berlin Thunder     | [ 17 ]            |
| 2003     | Ken Simonton      | Scottish Claymores | Rashidi Barnes   | Frankfurt Galaxy            | Doug Graber    | Frankfurt Galaxy   | [ 18 ]            |
| 2004     | Rohan Davey       | Berlin Thunder     | Corey Jackson    | Frankfurt Galaxy            | Rick Lantz     | Berlin Thunder     | [ 19 ]            |
| 2005     | Dave Ragone       | Berlin Thunder     | Rich Scanlon     | Frankfurt Galaxy            | Bart Andrus    | Amsterdam Admirals | [ 20 ]            |
| 2006     | Gibran Hamdan     | Amsterdam Admirals | Tony Brown       | Amsterdam Admirals          | Mike Jones     | Frankfurt Galaxy   | [ 21 ]            |
| 2006     | Gibran Hamdan     | Amsterdam Admirals | Philippe Garden  | Cologne Centurions          | Mike Jones     | Frankfurt Galaxy   | [ 21 ]            |
| 2007     | Derrick Ross      | Cologne Centurions | Jason Hall       | Cologne Centurions          | Vince Martino  | Hamburg Sea Devils | [ 22 ]            |
| 2007     | J. T. O'Sullivan  | Frankfurt Galaxy   | Jason Hall       | Cologne Centurions          | Vince Martino  | Hamburg Sea Devils | [ 22 ]            |